# Протерозойські пісковики
Протерозо́йські пісковики́ — геологічна пам'ятка природи місцевого значення.
Розташована на південній околиці с. Озаринці Могилів-Подільського району Вінницької області. Оголошено відповідно до Рішення Вінницького облвиконкому від 22.06.1972 р. № 335 та від 29.08.1984 р. № 371. Охороняється природний вихід на поверхню протерозойських пісковиків, сланців із вкрапленнями граніту в долині р. Немія віком 560—615 млн.р.